# Огонь и ночь (опера)
«Огонь и ночь» (латыш. Uguns un nakts) — опера Яниса Медыньша (1913—1919) по одноимённой пьесе Райниса. Считается одним из двух первых (наряду с «Банютой» Алфреда Калныньша) произведений латышской оперы (хотя, строго говоря, первая латышская опера, одноактный зингшпиль «В час призраков», была написана Екабсом Озолсом в 1893 году). Включена в Культурный канон Латвии.

## Создание и премьера
Пьеса Райниса по мотивам эпоса Андрея Пумпура «Лачплесис» была написана в 1903—1904 гг., автор пытался подать её на объявленный Рижским латышским обществом конкурс оперных либретто, однако конкурсное жюри отклонило работу, поскольку её первая часть уже была опубликована; конкурс выиграл Артурс Круминьш с либретто «Банюта». Из-за финансовых затруднений первая постановка пьесы Райниса состоялась только в 1911 году на сцене Нового рижского театра, где её и увидел 20-летний пианист и скрипач Медыньш, начинавший задумываться о композиторской карьере. Медыньш посмотрел спектакль несколько раз и через его постановщика Алексиса Миерлаукса получил у Райниса разрешение на работу с пьесой. В 1912 году он дебютировал как композитор двумя небольшими хоровыми сочинениями, а в 1913 году начал работать над оперой. Павел Юрьян, руководивший оркестром, в котором работал Медыньш, исполнил в одном из концертов первые два готовых номера — Пролог и арию Лайкавециса (Старика Времени); после этого, как писал Медыньш в мемуарной книге «Тона и полутона» (1964), режиссёр Екабс Дубурс предложил ему некоторую сумму денег, чтобы он отказался от работы в оркестре и полностью сосредоточился на создании оперы.
C началом Первой мировой войны композитор был вынужден перебраться в Петроград, где его застала революция 1917 года. В ходе революционных событий Медыньш вынужден был двигаться на восток России и постепенно добрался через всю Сибирь до Владивостока, продолжая работать над оперой и завершив её к 1919 году. В 1920 году он отплыл из Владивостока в Лиепаю, но к тому времени, когда композитор достиг Латвии, «Банюта» Калныньша уже была поставлена 20 мая в Риге, что стало для Медыньша определённым ударом.

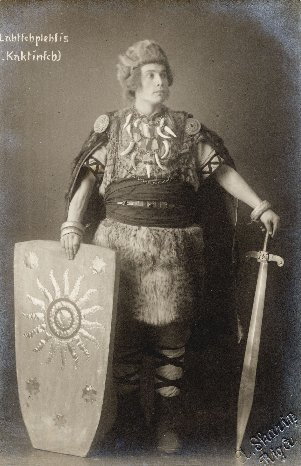
Адолфс Кактыньш (Лачплесис) в постановке 1911 года

«Огонь и ночь» была поставлена на сцене Латвийской национальной оперы уже в 1921 году: первая часть 26 мая, а вторая — 8 декабря. Дирижировал автор, режиссёром-постановщиком выступил Эрихс Лаубертс, закрытый конкурс на сценографию постановки, проведённый с участием четырёх художников, выиграл Ото Скулме. Партию Лачплесиса исполнил Адолфс Кактыньш, исполнявший в 1911 году эту же роль в премьерной постановке пьесы Райниса. В двух главных женских партиях, Спидолы и Лаймдоты, выступили Милда Брехмане-Штенгеле и Ада Бенефелде. На премьере присутствовал Райнис, высшие лица государства, включая президента Яниса Чаксте, у широкой публики спектакль вызвал ажиотаж, а мнение критики подытожил Ян Судрабкалн, написавший: «Автор может быть уверен в успехе — теперь в латышской музыке есть подлинно монументальное произведение большого стиля».
К 1924 году Медыньш переработал оперу из дилогии в более компактное сочинение, рассчитанное на один вечер; 2 февраля эта версия была поставлена в Латвийской национальной опере с тем же составом исполнителей, только постановку вместо Лаубертса осуществил Пётр Мельников. В 1927 году появилась третья редакция оперы, сопряжённая, преимущественно, с облегчением оркестровки, однако эта финальная редакция при жизни композитора поставлена не была.

## Дальнейшие исполнения
В 1966 году, сразу после смерти Медыньша, с 1944 года жившего в Швеции, его опера была вновь поставлена в советской Латвии, с участием ведущих солистов: Регины Фринберг (Лаймдота), Жермены Гейне-Вагнер (Спидола), Майгурса Андерманиса (Лачплесис) и Карлиса Зариньша (Кангарс). Дирижировал Эдгарс Тонс, сценографом выступил Артурс Лапиньш, постановщиком — Карлис Лиепа. Согласно воспоминаниям Зариньша, постановка стала и для исполнителей, и для слушателей «возможностью выразить наши национальные чаяния, наши идеалы».
После восстановления независимости Латвии опера Медыньша вновь вернулась на сцену в вызвавшей сенсацию постановке Алвиса Херманиса (1995). Скандальности этому сильно модернизированному спектаклю прибавило то, что за час до премьеры в полицию поступил звонок о заложенной в театре бомбе, и исполнителям пришлось освободить помещение для проверки. Творческая группа в составе Херманиса, дирижёра Александра Вилюманиса и художницы по костюмам Вечеллы Варславане была удостоена Большой музыкальной награды «за яркую, современную постановку», однако, как отмечал музыкальный критик Армандс Знотиньш, собственно музыкальная сторона спектакля была далека от совершенства.
Новую противоречивую постановку оперы Медыньша (в её первой редакции) осуществил в 2015 году режиссёр Виестурс Кайриш.